# Odontoloma metasternale
Odontoloma metasternale är en skalbaggsart som beskrevs av D'orbigny 1902. Odontoloma metasternale ingår i släktet Odontoloma och familjen bladhorningar. Inga underarter finns listade i Catalogue of Life.